# Lac Chensagi
Pour les articles homonymes, voir Chensagi.
Le lac Chensagi est un plan d'eau douce de la partie Sud du territoire de Eeyou Istchee Baie-James (municipalité), dans la région administrative du Nord-du-Québec, dans la province de Québec, au Canada. La surface du lac est en partie dans le canton de Grandfontaine.
La foresterie constitue la principale activité économique du secteur. Les activités récréotouristiques arrivent en second, grâce à la connectivité du lac Chengasi avec un vaste plan d’eau navigable d’une longueur de km, incluant le lac Maicasagi et le lac au Goéland (rivière Waswanipi). Ce dernier lac est traversé vers le Nord-Ouest par la rivière Waswanipi.
Le bassin versant du lac Chensagi est accessible grâce à une route forestière venant de l’Ouest et reliant la route venant de Matagami. La surface du lac Chensagi est habituellement gelée du début novembre à la mi-mai, toutefois la circulation sécuritaire sur la glace se fait généralement de la mi-novembre à la mi-avril.

## Géographie
Ce lac comporte une longueur de 13,6 km, une largeur maximale de 3,7 km et une altitude de 262 m.
La rivière Chensagi (affluent du lac Maicasagi) traverse vers le sud-ouest le lac Chensagi dans le sens de la longueur.
Outre la rivière Chensagi, le lac Chensagi s’approvisionne du côté sud-ouest par deux ruisseaux, drainant des zones de marais.
L’embouchure de ce lac Chensagi est directement connectée au lac Maicasagi par un court détroit qui constitue la partie inférieure de la rivière Chensagi. Cette embouchure est localisée au fond d’une baie du côté Est, à :
- 8,6 km au nord-ouest de l’embouchure de la rivière Chensagi ;
- 16,4 km au nord de l’embouchure du lac Maicasagi ;
- 27,9 km au nord de l’embouchure du lac au Goéland (rivière Waswanipi) ;
- 39,4 km au nord-est de l’embouchure du lac Olga (rivière Waswanipi) ;
- 72,4 km au nord-est du centre-ville de Matagami ;
- 54,5 km au nord-est de l’embouchure du lac Matagami[1].

Les principaux bassins versants voisins du lac Chensagi sont :
- côté nord : rivière Chensagi Ouest, lac Poncheville, lac Opataouaga ;
- côté est : rivière Chensagi, rivière Chensagi Est ;
- côté sud : rivière Chensagi, lac Maicasagi, lac au Goéland (rivière Waswanipi) ;
- côté ouest : lac Poncheville, rivière Waswanipi, lac Soscumica.

## Toponymie
Le toponyme « lac Chensagi » a été officialisé le 5 décembre 1968 par la Commission de toponymie du Québec lors de sa création.